# Aglen
Aglen (bulgariska: Ъглен, Аглен) är ett distrikt i Bulgarien.   Det ligger i kommunen Obsjtina Lukovit och regionen Lovetj, i den centrala delen av landet, 100 kilometer nordost om huvudstaden Sofia.
Omgivningarna runt glen är en mosaik av jordbruksmark och naturlig växtlighet. Runt glen är det glesbefolkat, med 13 invånare per kvadratkilometer.